# Leon Lichtenstein
Leon Lichtenstein   (Varsòvia, 16 de maig de 1878 - Zakopane, 21 d'agost de 1933) va ser un matemàtic alemany, d'origen polonès.

## Vida i Obra
Lichtenstein era fill d'una família jueva. En acabar el seus estudis secundaris a Varsòvia, va estudiar enginyeria a la Universitat Tècnica de Berlín a Charlottenburg, però el curs següent va retornar a Varsòvia on va treballar d'aprenent a diferents fàbriques mecàniques i també va fer el seu servei militar a l'exèrcit rus (Varsovia, en aquella època formava part de l'Imperi Rus). El 1898 va retornar als seus estudis a Berlín i es va graduar enginyer el 1901.
El 1902 va començar a treballar a Siemens-Schuckert empresa en la que va ser successivament enginyer del laboratori, tècnic del departament de ferrocarrils elèctrics i cap de la fàbrica de cables elèctrics. A partir de 1918 va ser l'expert matemàtic d'aquestes fàbriques. Durant aquest temps va continuar estudiant i va obtenir el doctorat en enginyeria (1908) i el doctorat en matemàtiques a la universitat de Berlín (1909). A més, va ser assessor de l'editor Julius Springer, qui el va nomenar editor de la revista Mathematische Zeitschrift al fundar-la el 1918 i també editor de Jahrbuch über die Fortschritte der Mathematik des del 1919.
El 1920 deixa l'empresa privada per a ser professor a la universitat de Münster en la qual només hi va ser un curs perquè l'any següent va ser nomenat professor de la universitat de Leipzig. La seva carrera es va veure estroncada per l'arribada al poder del partit nazi el 1933: veient que no tenia cap esperança de futur pel fet de ser jueu, va preferir emigrar al seu país d'origen, Polònia. Malauradament va morir uns mesos més tard, en el que el seu cosí Norbert Wiener va qualificar de resultat indirecte de l'arribada de Hitler el poder.
Lichtenstein és conegut per les seves obres sobre funcions harmòniques, equacions diferencials, hidrodinàmica i transformades conformes.